# Drangiana
Drangiana foi uma satrapia do antigo Império Aquemênida. O país é um deserto poeirento e frequentemente tempestuoso com dunas de areia, mas há planícies férteis ao longo do rio Etimandro, o moderno Helmande.
Os gregos chamavam seus habitantes de sarrangianos ou drangianos; eles foram primeiramente submetidos pelos medos. Os medos foram, no entanto, subjugados pelo rei persa Ciro, o Grande em 550 a.C. Os drangianos e outras tribos no leste do Irã eram aparentados com os medos e persas, falavam a mesma língua e tinham os mesmos costumes (por exemplo, o culto ao fogo e o culto ao deus supremo Aúra-Masda). Eles não terão pensado no domínio persa como uma ocupação por uma potência estrangeira.